# Shōji Setoyama
Shōji Setoyama (jap. 瀬戸山 正二, Setoyama Shōji; * 25. Januar 1965 in der Präfektur Miyazaki) ist ein japanischer Beachvolleyballspieler.

## Karriere
Setoyama spielte sein erstes internationales Turnier 1990 bei den Sète Open mit Shun’ichi Kawai. Anschließend trat er in drei unterschiedlichen Paarungen beim Turnier in Enoshima an. Dabei wurde er einmal Neunter und zweimal Dreizehnter, zuletzt mit Chikashi Kawai, der dann auch sein neuer Partner wurde. 1994 erreichte das Duo einen 13. Platz in Miami und wurde in Enoshima Achter. 1995 trat Setoyama zunächst mit unterschiedlichen Partner an. Dazu gehörten Masafumi Matsunaga und Kazuyuki Takao.
Letzterer löste ab dem Open-Turnier in Lignano Kawai als Standardpartner ab. Die besten Ergebnisse auf der World Tour dieses Jahres waren für Setoyama/Takao drei 17. Plätze. Das gleiche Ergebnis erzielten sie im folgenden Jahr in Marbella. Die anderen Open-Turniere 1996 beendeten sie jeweils auf dem 25. Rang. Außerdem qualifizierten sie sich für die Olympischen Spiele in Atlanta. Dort verloren sie ihr erstes Spiel gegen das deutsche Duo Ahmann/Hager. In der Verlierer-Runde schieden sie anschließend mit einer weiteren Niederlage gegen die Franzosen Penigaud/Jodard aus.
1997 spielte Setoyama zwei Turniere mit Satoshi Watanabe, die beide mit dem 57. Platz endeten. Das gleiche Ergebnis gab es für Setoyama 1999 bei seinem letzten Open-Turnier in Acapulco mit Katsuhiro Shiratori.